# Женско благотворително дружество „Надежда“
Женското благотворително дружество „Надежда“ е културна и просветна организация в град Панагюрище.
Дружеството цели да издигане културното и общественото положение на жените и момичетата във възрожденския град. Така в началото на 1873 година жените в Панагюрище учредяват женска дружина „Надежда“ и девическата „Китка“, което е отбелязано в дописка на Павел Бобеков във вестник „Право“ от 11 юни 1873 г.
На 25 февруари 1873 г. е съставен устав и правилник, които регламентират целите и задачите на дружеството, и начините на функциониране. Определят броя и правомощията на настоятелките, реда за провеждане на общите и годишни събрания и регулирането финансовите въпроси. В протокол от заседание от 2 декември 1887 г. от Протоколната книга на дружеството е отбелязано, че за председателка е избрана Райна Попгеоргиева.
При изпълнение на задачите му дружината се сдобива със собствена машина за валчест печат. През март 1873 г. настоятелството купува буквари, мастилници и писалки, които раздава на бедни деца. На заседание от 11 май 1875 г. се решава да се купи плат и да се ушият ризи за някои бедни момичета, а на 4 август да се представи пиесата „Добродетел и злоба“, приходите от която да отидат за бедни ученички. Отделят се средства за обогатяване на дружествената библиотека с абонамент за вестник „Левант Таймс“ и списанията „Пчелица“, „Училище“, „Читалище“ и „Ружица“, закупуват се и някои книги.
След обявяване на Априлско въстание от 20 април 1876 г. и последвалия му погром дружината прекратява своята дейност. Възстановяването на дейността на дружеството е взето през месец април 1879 г., а на 26 март 1880 г. се провежда общо събрание, на което е избрано ново настоятелство и председател.
През 1912 г. дружество „Надежда“ открива безплатна трапезария, а с цел събиране на доходи организира забави, томболи и събира помощи. По време на Първата световна война трапезарията осигурява прехраната на над 300 деца от войнишки семейства. Събират се средства за подпомагане на дружеството „Червен кръст“. Отпуска 100 лева – помощ за закупуване на пиано в града. През 1924 г. дружество „Надежда“ дава заем на Народното читалище „Виделина – 1865“ от 10 000 лева.

## Бележити деятели
- Петра Дедева
- Стояна Койчева
- Мария Джуджева
- Найден Попстоянов – съставил устава
- Павел Бобеков
- Райна Княгиня